# Dominique Grimaud
Pour les articles homonymes, voir Grimaud.
Ne pas confondre avec Dominique Grimault, journaliste sportif français.
Dominique Grimaud, né en 1950, est un musicien français multi-instrumentiste autodidacte. 

## Biographie
Dominique Grimaud est marqué dans son enfance par ses visites de la Maison Picassiette à Chartres et l'approche de son créateur Raymond Isidore.
Il débute en 1970 avec le groupe Camizole (happenings, improvisations, réseaux parallèles…) avec le premier album inédit  "Erahtic", enregistré en 1972, publié 50 ans plus tard sur vinyle par Rotorelief, et, en 1978, crée avec Monique Alba le duo Video Aventures, considéré aujourd'hui comme précurseur des sonorités actuelles. Dans les années 1990, il est cofondateur du quatuor franco-américain Peach Cobbler (avec Monique Alba, Rick Brown et Sue Garner). Peach Cobbler interprète avec une approche à la fois dadaïste et inspirée de la musique concrète des titres de bluesmen légendaires (Robert Johnson, Skip James...).
Dominique Grimaud participe à certains projets de Guigou Chenevier et aux concerts / événements de Gilbert Artman : Urban Sax et Urbi Flat.
Également chroniqueur musical, il a réalisé les deux livres/collages Un certain rock (?) français, édités en 1977 et 1978), et a participé durant dix années au trimestriel musical Revue & Corrigée. On le retrouve aussi parmi les auteurs de Minimum Rock'n Roll  de 2004 à 2007.
A la fin des années 1990 et au début des années 2000, Dominique Grimaud a présenté l'installation visuelle et sonore Slide dans plusieurs lieux en France: "Muni de sa steel guitare et d'une guitare électrique préparée, il invite chaque soir pour des "concerts de poche" 4 des musiciens dans cette installation sonore et visuelle qui évoque le camp nomade". Sous le nom de Grimo, il a présenté l'installation pour huit tourne-disques Les Discônes au festival Gare aux Oreilles à Coustellet en 2005. 
Dans les années 2000, c'est sous ce diminutif, "Grimo", qu'il publie plusieurs disques enregistrés en solo ou en duo. En solo, il publie Rag-Time en 2003, se servant de microsillons de 78tours. Le disque donne l'envie à Pierre Bastien d'enregistrer Rag-Time vol.2 avec Grimo.  C'est en solo, et sous le nom de Grimo toujours, qu'il publie l'album Les Quatre Directions en 2008 sur le label chicagoan Locust Music. Les Quatre Directions contient une unique composition d'une heure basée sur une partition graphique, qui rappelle les travaux de Karlheinz Stockhausen, par exemple, sans être trop abstraite : "La respiration interne, la tonalité, la présence de mélodies, même délitées, placent l'ensemble davantage du côté d'une musique improvisée et d'un beau psychédélisme." La partition graphique a été présentée dans l'article "Partitions excentriques" de Jean-Jacques Palix, publié dans le hors-série Art Press2 n°49 « Art & graphisme » (2018).
Les livres collages Un certain rock (?) français de 1977 et 1978 ont été découverts par de nouvelles générations. C'est ainsi qu'en 2007, Dominique Grimaud démarre l'écriture à quatre mains du livre L'underground musical en France avec Eric Deshayes, qu'il a rencontré lors de l'installation sonore Slide en résidence au Jardin Moderne à Rennes en 2001. Eric Deshayes, auteur de Au-delà du Rock (2007), sur la scène allemande des années 1970, aux éditions Le mot et le reste, lui a proposé de co-écrire un livre entièrement consacré à l'activité musicale alternative en France après Mai-1968 jusqu'au présent. L'ouvrage publié en 2008 a été très bien accueilli, par la presse musicale aussi bien que par le milieu universitaire. Dans la revue de musicologie des musiques populaires Volume!, Romuald Émile écrivait : "Cette globalité d’approche, fruit du travail d’un passionné et d’un artisan de cette entreprise artistique, est ce qui donne au livre tout son intérêt, en plus de faire découvrir ou redécouvrir une pléiade de groupes et musiciens trop peu connus." L'underground musical en France a connu une nouvelle édition en 2013, également chez Le mot et le reste. Les co-auteurs ont animé quelques rencontres avec le public autour de ce livre.
Dominique Grimaud a dirigé la collection les Zut-O-Pistes, de 2005 à 2013. Cette collection était destinée à l'édition de titres inédits de musiciens de l'underground français (Pascal Comelade, Klimperei, Pierre bastien, Guigou Chenevier, Etron Fou Leloublan...), à la réédition de disques devenus difficiles à trouver (Vibrato de Cyril Lefebvre, Check Point Charly de Ghedalia Tazartès) et à l'édition de compilations de titres inédits de ces mêmes musiciens. La collection les Zut-O-Pistes était produite et distribuée par Gazul, sous-label de Musea spécialisé dans les Musiques Nouvelles.
En 2010, c'est sur un autre label américain, Acidsoxx, qu'est publié le disque du duo Klimperei & Grimo Radiolaires. De nombreuses rééditions augmentées et inédits de Camizole et Vidéos-Aventures sont venus enrichir la discographie du multi-instrumentiste. Depuis 2012, Dominique Grimaud a formé un duo avec Véronique Vihet, qui a publié deux albums AAHH!! en 2015 et Îles en 2016. Le disquaire et label parisien Souffle Continu a édité en 2018 Camizole, reprenant l'intégralité du CD publié en 1999, augmenté de vingt minutes inédites.  Souffle Continu a également édité en 2018 le double vinyle Camizole + Lard Free, un live totalement inédit où les deux groupes fusionnent. Les membres de ces deux groupes avaient alors déjà, ou allaient bientôt, selon les cas, participer au projet Urban Sax de Gilbert Artman. 

## Discographie
- Camizole, Erahtic (premier album inédit de 1972, vinyle : Rotorelief 2023)
- Dominique Grimaud, More Feedbacks (K7 : Ar(t)chiv', 2021).
- Dominique Grimaud, 19 Feedbacks (vinyle : Discrepant Records, 2020).
- Dominique Grimaud & Véronique Vilhet, J'aime tout ce que fait le ciel à n'importe quel moment (vinyle : In-Poly-Sons, 2020).
- Camizole, Camizole (vinyle : Souffle Continu Records, 2018).
- Camizole + Lard Free, Camizole + Lard Free (vinyle : Souffle Continu Records, 2018).
- Véronique Vihet & Dominique Grimaud, Îles (vinyle : In-Poly-Sons, 2016).
- Vidéo-Aventures, Camera (in focus) Camera (al riparo) (vinyle : Megaphone / Knock'em Dead Records, 2016).
- Dominique Grimaud & Véronique Vilhet, AAHH!! (vinyle : Bam Balam Records 2015).
- Camizole, 1975 (vinyle : Replica Records, 2017 ; cassette : / Ar(t)chiv', 2015).
- Vidéo-Aventures, Oscillations (CD : Muséa, 2011)
- Klimperei & Dominique Grimo, Radiolaires (CD : Acidsoxx, 2010).
- Grimo, Les Quatre Directions (CD : Locust Music, 2008).
- Dominique Grimo & Pierre Bastien, Rag-Time, vol.2 (CD : In Poly Sons, 2008).
- Grimo, Rag-Time (CD : In Poly Sons, 2003).
- Dominique Grimaud, Slide (CD : Vand'œuvre, 1999).
- Vidéo-Aventures, Musiques pour garçons et filles (CD : Spalax Music, 1999).
- Vidéo-Aventures, Camera (in focus) Camera (al riparo) (CD : Spalax Music, 1999).
- Camizole, Camizole (enregistré en 1977 ; CD : Spalax Music, 1999).
- Vidéo-Aventures, Camera (in focus) Camera (al riparo) (vinyle : Spalax Music, 1997).
- Peach Cobbler, Georgia Peach (CD : Ajax Music, 1995).
- Vidéo-Aventures, Moonbeam Movies , (2 cassettes : ADN - Recommended Records Italia, 1990).
- Vidéo-Aventures,Camera (in focus) Camera (al riparo) (vinyle : Tago Mago, 1984).
- Vidéo-Aventures, Musiques pour garçons et filles (vinyle : Recommended Records, 1981).